# Volta Internacional da Pampulha 2011
A Volta Internacional da Pampulha de 2011 foi a décima terceira edição do evento, realizado no dia 4 de dezembro de 2011, em Belo Horizonte 
O vencedor foi Barnabas Kiplagat Kosgei, e no feminino se tornou tricampeã a queniana Nancy Kipron

## Resultados

### Masculino
- 1º Barnabas Kiplagat Kosgei (QUE), 53m09s
- 2º Damião Ancelmo de Souza (BRA), 54m07s
- 3º Paulo Roberto de Almeida Paula (BRA), 54m26s

### Feminino
- 1º Nancy Kipron (QUE) - 1h02m41s
- 2º Sueli Pereira Silva (BRA)
- 3º Jacklyne Chemwek (QUE)
- 4º Tatiele Carvalho (BRA)
- 5º Marily dos Santos (BRA)